# Kishinev Barbarians
I Kishinev Barbarians sono una squadra di football americano di Chișinău, in Moldavia, fondata nel 1994.
Hanno partecipato a due edizioni della European Football League senza mai superare il turno preliminare.

## Dettaglio stagioni

### Tornei nazionali

#### Campionato

##### Campionato ucraino
| Stagione | regular season | regular season | regular season | regular season | regular season | regular season | playoff | playoff | playoff | playoff | playoff | playoff     | playoff              |
|          | Vin            | Par            | Per            | Tot            | PF             | PS             | Vin     | Per     | Tot     | PF      | PS      | risultato   | avversaria           |
| -------- | -------------- | -------------- | -------------- | -------------- | -------------- | -------------- | ------- | ------- | ------- | ------- | ------- | ----------- | -------------------- |
| 2002     | 2+?            | 0+?            | 1+?            | 4              | 89+?           | 27+?           | 1       | 1       | 2       | 26      | 30      | Terzo posto | Uzhgorod Lumberjacks |
| 2003     | 0+?            | 0+?            | 1+?            | 2              | 0+?            | 20+?           | ?       | ?       | ?       | ?       | ?       | ?           | ?                    |
| Totale   | 2+?            | 0+?            | 2+?            | 6              | 89+?           | 47+?           | 1+?     | 1+?     | 2+?     | 26+?    | 30+?    |             |                      |

Fonti: Enciclopedia del Football - A cura di Roberto Mezzetti